# Anomalomma rhodesianum
Anomalomma rhodesianum is een spinnensoort in de taxonomische indeling van de wolfspinnen (Lycosidae). De diersoort komt voor in Zimbabwe.
Het dier behoort tot het geslacht Anomalomma. De wetenschappelijke naam van de soort werd voor het eerst geldig gepubliceerd in 1960 door Carl Friedrich Roewer.